# Tamborileros Reales de Burundi
Los Tamborileros Reales de Burundi (en inglés: Royal Drummers of Burundi), conocidos en grabaciones como Los Tamborileros de Burundi o Los Maestros Tamborileros de Burundi,  son un grupo de percusionistas originario de Burundi. Sus interpretaciones forman parte de ceremonias como nacimientos, funerales y coronaciones de mwami (reyes). Los tambores (llamados karyenda) son sagrados en Burundi y representan el mwami, la fertilidad y la regeneración. Los Tamborileros Reales utilizan tambores hechos de troncos de árboles ahuecados cubiertos con pieles de animales. Además del tambor central, llamado Inkiranya, existen los tambores Amashako, que proporcionan un ritmo continuo, y los tambores Ibishikiso, que siguen el ritmo establecido por el Inkiranya.
La actuación de los Tamborileros Reales ha sido la misma durante siglos, y sus técnicas y tradiciones se transmiten de padres a hijos. Los miembros del conjunto se turnan para tocar el Inkiranya, bailar, descansar y tocar los demás tambores, rotando durante el espectáculo sin interrupciones. Al comienzo de su actuación, los tamborileros entran balanceando los pesados tambores sobre sus cabezas, cantando y tocando. Hay algunos miembros adicionales que portan lanzas y escudos ornamentales y lideran la procesión con su danza. Luego interpretan una serie de ritmos, algunos acompañados de canciones, y salen del escenario de la misma manera, cargando los tambores sobre sus cabezas y tocando.
Desde la década de 1960, los Tamborileros han realizado giras por todo el mundo. Han grabado al menos tres álbumes: Batimbo (Músicas y Cantos) en 1991, The Drummers of Burundi (1992, grabado en 1987), Real World (retitulado Live at Real World en 1993) y The Master Drummers of Burundi (LP de 1981, 1994). También aparecieron en The Hissing of Summer Lawns (1975) de Joni Mitchell y en Zimbo, la cara B del sencillo de 12" de Echo & the Bunnymen, The Cutter (1983). Se suele afirmar que participaron en el sencillo de Def Leppard Rocket, pero esto es una atribución errónea. Influyeron en artistas como Adam and the Ants y Bow Wow Wow, e inspiraron a Thomas Brooman a organizar el festival WOMAD en 1982, que dio forma al floreciente género de la música del mundo. 
Los Tamborileros aparecieron en la película Fitzcarraldo de Werner Herzog, como los "tambores de los bosquimanos".